# Economia d'Angola
Angola té una economia que es troba en desordre a causa de 25 anys de guerra civil gairebé contínua. Malgrat els seus abundant recursos naturals, la seva renda per capita està entre les més baixes del món.

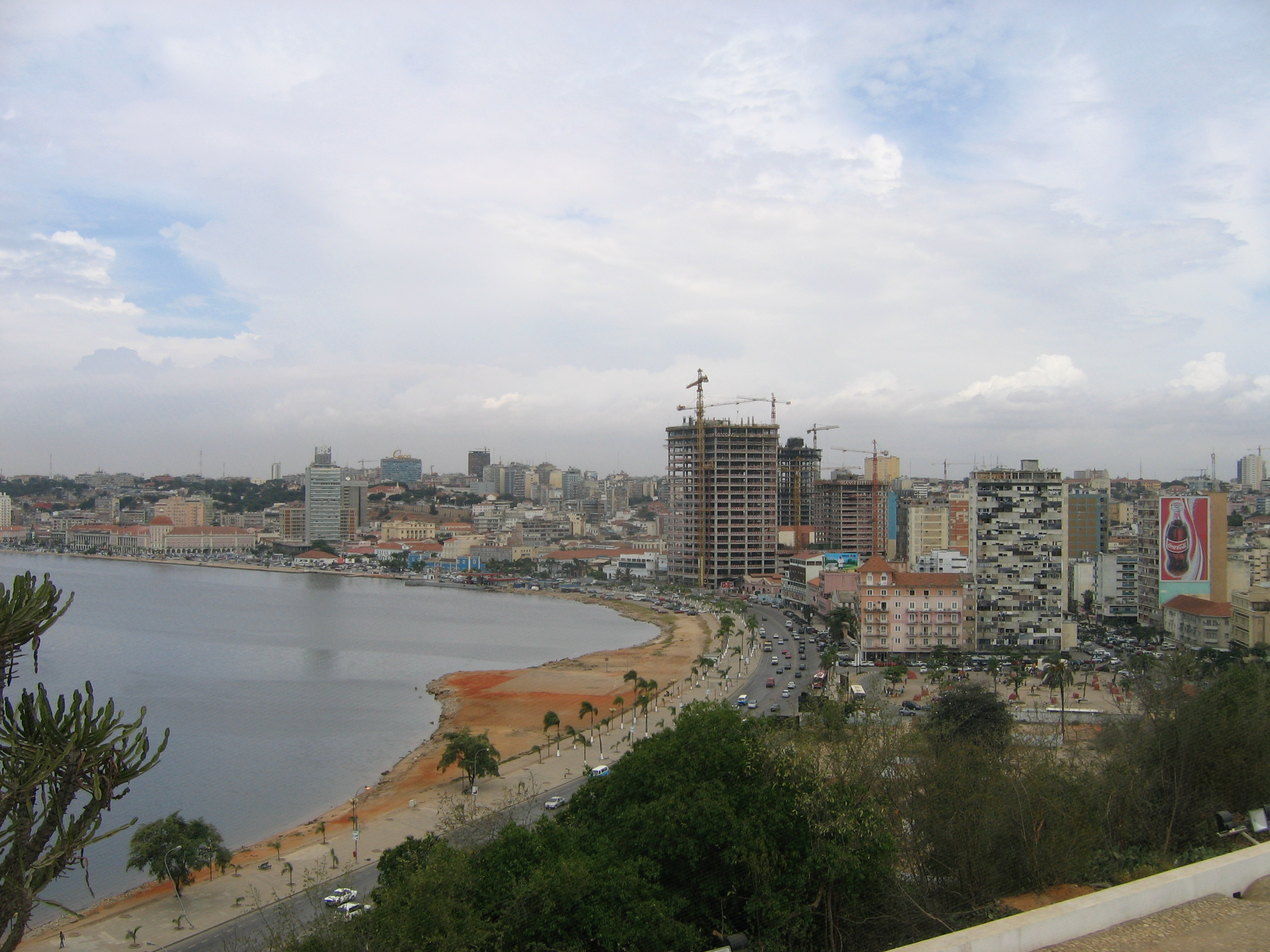
Luanda, 2006.

L'agricultura de subsistència proporciona la manutenció principal pel 85% de la població. La producció petrolífera és vital per a l'economia, perquè suposa, aproximadament, el 85% del producte interior brut. Després de la fi de la guerra civil el sector de construcció civil i l'agricultura van tenir un considerable creixement. No obstant això, malgrat haver-se signat un acord de pau al novembre de 1994, milions de mines romanen enterrades a les terres. Des del 2005, el govern té utilitzat crèdits d'ajuda de la República Popular de la Xina, Brasil, Portugal, Alemanya, Espanya i tota la UE en la reconstrucció de la seva infraestructura.
La recessió del 2008 va afectar temporalment l'economia del país. La caiguda dels preus del petroli i dels diamants van disminuir el creixement del PIB para 2,4% el 2009 i 3,4% el 2010, i molts projectes de construcció van sofrir interrupcions a causa de la crisi.

## Sectors d'activitat
El 2010 les indústries extractives, petroli, gas natural i diamants fonamentalment, representaven el 48,4% del PIB, l'agricultura l'11%, les manufactures el 6,5% i la construcció el 6,2%.